# P.A. Nova Gliwice (1987)
PA Nova Gliwice – nieistniejący klub futsalowy z siedzibą w Gliwicach, założony w 1987 r. (pod nazwą „Rotring”), 5-krotny mistrz Polski, 2-krotny zdobywca Pucharu Polski i 1-krotny tryumfator Superpucharu Polski. W latach 1989–2009 jego sponsorem tytularnym była firma budowlana PaNova SA. Latem 2009 r. został przejęty przez Jango Katowice.

## Informacje ogólne
Klub:
- Rok założenia: 1987
- Barwy: biało–niebiesko–pomarańczowe
- Adres: ul. Grodowa 11, 44-100 Gliwice

Hala:
- Adres: ul. Sikorskiego 132, Gliwice
- Pojemność: 1000 miejsc siedzących

## Sukcesy
- Mistrzostwa Polski:
  - 1. miejsce (5): 1994/95, 1995/96, 1998/99, 2002/03, 2007/08
  - 2. miejsce (2): 1999/2000, 2000/01
- Puchar Polski:
  - Zwycięzca (2): 1997/98, 1999/2000
- Superpuchar Polski:
  - Zwycięzca (1): 2008

## Link zewnętrzny
- Oficjalna strona internetowa. panova.gliwice.pl. [zarchiwizowane z tego adresu (2007-04-05)].